# Хипоалбуминемија
Хипоалбуминемија је смањење нивоа албумина у серуму испод нормалне вредности од 33 до 55 г/Л.  Јавља се код неухрањености, синдрома малапсорпције, акутног и хроничног гломерулонефритиса, нефротског синдрома, обољења јетре и малигних обољења. 
Дијагностикује се електрофорезом.
Лечење треба да буде усмерено на основну болест и, а у тежим случајевима ако је потребно, заменом албумина.

## Етиологија
Хипоалбуминемија може бити узрокована низом различитих механизама, а сваки је резултат смањења нивоа албумина, код:
- поремећене синтезе албумина унутар јетре,

- повећаног коришћења албумина у ткиву,

- проблема са дистрибуцијом албумина,

- повећаног излучивање или губитак албумина. Често је узрок мултифакторски као код цирозе јетре, где се смањена синтеза јетре и повећано капиларно цурење комбинују да би се додатно смањио ниво албумина.

### Упала и инфекција
Албумин се сматра негативним реактантом акутне фазе, што значи да се његови нивои  смањују у запаљењу и другим акутним физиолошким процесима.  Ово је у супротности са реактантима акутне фазе као што је Ц-реактивни протеин (ЦРП), чији се нивои повећавају са инфламаторним процесима. Што се тиче механизма, запаљење доводи до смањене производње албумина као резултат повећаних нивоа цитокина, посебно ИЛ-1 , ИЛ-6 и ТНФ-α.  Код пацијената са тешким инфекцијама уобичајеним код сепсе и септичког шока, хипоалбуминемија се јавља као резултат комбинованих ефеката смањене синтезе као што је горе наведено, повећане употребе у ткивима и повећаног транскапиларног цурења из крвних судова због повећане васкуларне пермеабилности . 

### Болести јетре
Албумин се синтетише у јетри, а низак албумин у серуму може указивати на отказивање јетре или болести као што су цироза и хронични хепатитис. Ако је присутна, хипоалбуминемија се генерално сматра знаком узнапредовале цирозе јетре или неповратног оштећења јетре.  Производња албумина може бити 60-80% нижа код узнапредовале цирозе него код здраве јетре, што је ефекат појачан разблажењем (због задржавања соли и воде), померањем течности (пратећи акумулацију албумина у екстрацелуларном простору и асцитичној течности), па чак и због посттранскрипционих промена самог албумина. 

### Болест бубрега
Хипоалбуминемија се такође може појавити као део нефротског синдрома, у коме се значајне количине протеина губе у урину услед оштећења бубрега. Док  се у нормалним условима, мање од 30 милиграма албумина дневно губи преко гломерула, код нефротског синдрома, губитак протеина може бити чак 3,5 грама током 24 сата (па већи део албумина сам по себи доводи до хипоалбуминемије).  Код деце, нефротски синдром је обично примарни процес болести који је углавном идиопатски, иако се идентификује више генетских узрока са ценом и доступношћу секвенцирања целог егзома. Након биопсије бубрега, ови синдроми се обично дијагностикују као болест са минималних промена , мембранопролиферативни гломерулонефритис или фокална сегментна гломерулосклероза.  С друге стране, код одраслих, нефротски синдром је обично секундарни процес болести због разних фактора који га изазивају. Ови етиолошки фактори могу бити различити, укључујући токсине, лекове, тешке метале, аутоантитела, постинфективне комплексе антитела или имуне комплексе формиране након малигнитета као што је мултипли мијелом 
Албуминурија и резултирајућа хипоалбуминемија се такође могу јавити код хроничне болести бубрега без високог нивоа губитка протеина као код нефротског синдрома. Овде, губитак албумина из бубрега настаје услед смањене брзине гломеруларне филтрације (ГФР) и накнадног губитка од 30 до 300 милиграма албумина дневно. Током месеци, ово може довести до хипоалбуминемије, уобичајене карактеристике завршне фазе бубрежне болести.  Промене у дистрибуцији течности и присуство текуће инфламације код хроничне болести бубрега у комбинацији са хипоалбуминемијом чине контролу статуса течности посебно тешком. 

### Неухрањеност или малапсорпција
Квашиоркор је болест неухрањености коју карактерише смањен унос протеина и недостатак аминокиселина што доводи до хипоалбуминемије и карактеристичне физичке презентације. Ово је екстремни пример како неухрањеност може довести до хипоалбуминемије.  
Типичнији облика неухрањености је хипоалбуминемија повезана са неухрањеношћу код старијих особа, који изгледају мршави и крхки, али нису са заобљеним стомаком и едемом који се види код Квашиоркора. Код овог стања албумин није поуздан индикатор статуса ухрањености. 
Низак ниво албумина такође може указивати на хроничну неухрањеност због ентеропатије коју прати губитак протеина.  Ово стање је често узроковано или погоршано улцерозним колитисом,  али се такође може видети и код болести срца и системског еритематозног лупуса.  Уопштено, ентеропатија са губитком протеина може бити узрокована повећаним лимфним притиском у гастроинтестиналном тракту, као код лимфангиектазије, недостатком апсорпције изазване ерозијом слузокоже, као код Кронове болести и улцерозног колитиса , и других болести малапсорпције без ерозије слузокоже као код ерозије слузокоже . 
Еозинофилни гастритис се манифестује епигастричним болом , еозинофилијом периферне крви, анемијом и хипоалбуминемијом. 

## Патофизиологија
Јетра која производи албумин излучује га у крвоток, где се затим дистрибуира у ткива по целом телу. У јетри се албумин синтетише прво синтетише као препроалбумин, који се претвара прво у проалбумин, а затим у албумин, који хепатоцити ослобађају у крв. Тело синтетише албумин брзином од 10 до 15 грама дневно. 
У присуству хипоалбуминемије, јетра може повећати производњу чак четири пута од основне стопе производње.  Када се ослободи, албумин се дистрибуира између интраваскуларног простора (40%) у крвним судовима и екстраваскуларног простора (60%) унутар различитих ткива тела. 
У крвној плазми албумин чини 55 до 60% укупног протеина плазме по маси, при чему глобулини чине велики део остатка. 
Код хипоалбуминемије, количина албумина у интраваскуларном простору или крвној плазми је оно што се мери, што значи да абнормална дистрибуција унутар два одељка може допринети релативној хипоалбуминемији у крвотоку са нормалним нивоом у целом телу. 
Када се једном излучи у тело, албумин обавља бројне функције на које могу негативно утицати смањени нивои који се виде код хипоалбуминемије. Ове функције укључују регулацију колоидног осмотског притиска или концентрације протеина у крвној плазми, транспорт слободних масних киселина и других молекула до јетре (некоњуговани билирубин, метали, јони) за складиштење или употребу, везивање лекова и промену фармакокинетике (полуживот, нивои биолошке активности, нивои биолошке активности, метаболизам кисеоника у плазми), регенерација пуфера у плазми. запаљење и повезана оштећења, функционишући као резервоар азотног оксида за регулацију крвног притиска и спречавање коагулације и агрегације тромбоцита у деловању сличном уобичајеном антикоагулантном хепарину. Такође инхибира инфламаторне медијаторе као што су ТНФ-α и комплемент 5а (Ц5а) да би се смањио укупни инфламаторни одговор. 
Бројни хормони (нпр. тироксин, кортизол, тестостерон), лекови и други молекули везани су за албумин у крвотоку и морају се ослободити из албумина пре него што постану биолошки активни. На пример, калцијум се везује за албумин; код хипоалбуминемије, постоји повећана количина слободног јонизованог калцијума, његовог биолошки активног облика. У присуству хипоалбуминемије, ове функције су различито погођене, а механизми помоћу којих утичу на исход болести остају област активне дебате. 

## Клиничка слика
Код пацијената са хипоалбуминемијом је већа вероватноћа да ће се појавити као знак основног процеса болести него као примарни процес болести. Сама по себи, хипоалбуминемија смањује укупну концентрацију протеина у крвној плазми, познату и као колоидни осмотски притисак, што доводи до тога да течност излази из крвних судова у ткива како би се изједначила концентрација. Ово доводи до отицања екстремитета изазваног течношћу познатог као едем, накупљања течности у стомаку познатог као асцитес и течности која окружује унутрашње органе познате као изливи. Пацијенти се такође јављају са неспецифичним налазима као што су умор и прекомерна слабост. Муехрцкеове линије су јак показатељ хипоалбуминемије. Хипоалбуминемија се сама по себи може манифестовати без икаквих симптома, јер урођени и потпуни губитак албумина који се види код аналбуминемије може бити асимптоматски. Алтернативно, може се манифестовати смрћу у материци пре рођења или као болест одраслих коју карактеришу едем, умор и хиперлипидемија. Разлог за ову хетерогеност презентације није добро схваћен.

## Компликације
Сама по себи, хипоалбуминемија може да изазове хиповолемију и циркулаторни колапс као последица смањеног онкотског притиска у васкуларном систему. Због својих својстава везивања метала, хипоалбуминемија може довести до нутритивних дефицита, укључујући недостатак цинка.  Хипоалбуминемија повезана са нефротским синдромом може довести до развоја хиперлипидемије, иако је то обично у одсуству атеросклерозе.  Такоже, код пацијената на дијализи, хипоалбуминемија је повезана са напреднијим преоптерећењем течношћу. 